# Barraques de Bràfim
Les Barraques de Bràfim és un conjunt de barraques del municipi de Bràfim (Alt Camp) que formen part, de manera individualitzada, de l'Inventari del Patrimoni Arquitectònic de Catalunya.

## Barraca I
La Barraca I, situada al Camí de les Arenelles, es tracta d'una petita construcció d'aixopluc, de planta rectangular i cobert amb pedruscall. El portal és capçat amb una llinda i orientat al sud. A l'interior hi ha una cambra circular, amb un diàmetre d'1,60 m. Com a elements funcionals hi ha un armari capçat amb una llinda i una falsa cúpula amb una alçada màxima d'1,68 m.

## Barraca III
La Barraca III, situada al camí del Bosc de la Ponça, és una obra del municipi de Bràfim (Alt Camp) inclosa en l'Inventari del Patrimoni Arquitectònic de Catalunya. Es tracta d'un petit aixopluc, una construcció, doncs, de poca envergadura, amb un portal rematat amb una llinda i orientat al sud. Cal destacar el fet de tenir un portal obert, és a dir, sense cap recer a banda i banda, i destacar sobretot la construcció prop de la llinda per la part interior de l'habitacle. Està cobert amb falsa cúpula fins a una alçada màxima d'1,98 m. L'interior és circular amb un diàmetre d'1,90 m.

## Barraca IV
La Barraca IV, situada al camí del Bosc de la Ponça, és una barraca de planta rectangular associada a un marge i orientada al sud. Presenta un portal amb un arc dovellat. A l'interior hi ha una estança rectangular que mesura 4m de fondària i 2'12m d'amplada. Coberta amb arcades successives, amb una alçada màxima de 2'14m. També hi ha un cocó força espaiós. En el seu lateral dret exterior hi ha un altre cocó de les mateixes característiques.

## Barraca V
La Barraca V, situada al Camí del Bosc de la Ponça, és una obra del municipi de Bràfim (Alt Camp) inclosa en l'Inventari del Patrimoni Arquitectònic de Catalunya. És una barraca de planta circular associada a una cisterna i orientada a l'oest. El seu portal és capçat amb un arc dovellat, força rejuntat, i tancat amb una porta. A l'interior hi ha una falsa cúpula tapada amb un nus molt reeixit. La seva alçada màxima és de 2'47m. La seva planta és circular amb un diàmetre de 2'850m. No s'hi aprecien elements funcionals.

## Barraca VI
La Barraca VI és una obra del municipi de Bràfim (Alt Camp) inclosa en l'Inventari del Patrimoni Arquitectònic de Catalunya. És una barraca de planta circular associada a un marge i orientada al sud. Presenta també un cert graonat pel damunt de la cornisa. El seu portal és capçat amb un arc dovellat de mig punt. A l'interior hi ha una falsa cúpula fins a una alçada màxima de 3'75m. El seu interior és rectangular i mesura 2'30m de fondària i d'amplada 3m. Hi ha una menjadora però cap més element funcional.

## Barraca VII
La Barraca VII, situada a la Partida de la Ponça, és una obra del municipi de Bràfim (Alt Camp) inclosa en l'Inventari del Patrimoni Arquitectònic de Catalunya. És un petit aixopluc de planta irregular. A la dreta del portal hi ha una cantonera molt definida d'on arrenca un mur força circular, que donant la volta al nucli, arriba al portal per la seva esquerra. El portal és rematat amb lloses col·locades en angle. La coberta és de pedruscall i la seva falsa cúpula interior tanca amb una llosa. La planta interior de la barraca és circular amb un diàmetre d'1,975 m.

## Barraca VIII
La Barraca VIII, situada a la Partida de la Ponça, és una obra del municipi de Bràfim (Alt Camp) inclosa en l'Inventari del Patrimoni Arquitectònic de Catalunya. És una barraca de planta rectangular associada al marge per la seva part posterior. Té la cornisa ondada pel damunt del portal i està coberta amb pedruscall. El portal és acabat amb un arc dovellat. La cambra interior és rectangular i coberta amb arcades successives. La seva alçada màxima és de 2m. Les seves dimensions interiors són 4'45m de fondària i 2'30 d'amplada. Conté un cocó i una fornícula. Està orientada al sud.

## Barraca IX
La Barraca IX, situada a la Partida de la Ponça, és una barraca de planta rectangular exempta i coberta amb pedruscall. La seva orientació és SSE. El portal és capçat amb un arc dovellat. L'interior és cobert mitjançant unes arcades successives que arrenquen del damunt d'uns murets aproximadament 1'35m. L'alçada interior de la barraca és variable, a la part davantera mesura 1'97m i a la posterior 1'30m. Les dimensions interiors són: 3'15m de fondària i 2'42m d'amplada. Hi ha una combinació de cocó i fornícula.

## Barraca X
La Barraca X és una obra del municipi de Bràfim (Alt Camp) inclosa en l'Inventari del Patrimoni Arquitectònic de Catalunya. És una barraca de planta rectangular associada al marge pel seu lateral esquerre. Està orientada al sud. Està coberta amb pedruscall. Interiorment hi ha una falsa cúpula tapada amb una llosa a una alçada de 2'88m. No conté cap element funcional. La seva planta interior és també rectangular i mesura 2'70m de fondària i 2'13m d'amplada. El portal està capçat amb un arc dovellat.

## Barraca del Camprubí
La Barraca del Camprubí, situada al Camí de les Arenelles, és una obra del municipi de Bràfim (Alt Camp) inclosa en l'Inventari del Patrimoni Arquitectònic de Catalunya. És una barraca de planta rectangular, exempta i orientada al SSE. La cornisa és ondada pel damunt del portal i la coberta és de terra i pedruscall amb lliris plantats. A la seva part posterior esquerra hi ha una escaleta per accedir a la coberta. El portal és rematat amb un arc dovellat. La seva cambra interior és rectangular i coberta amb arcades successives, la seva alçada és d'1,88 m. Les seves mides interiors són 3'47m de fondària i 2'59m d'amplada.

## Barraca del Sanabra
La Barraca del Sanabra, situada al Camí de les Arenelles, és una obra del municipi de Bràfim (Alt Camp) inclosa en l'Inventari del Patrimoni Arquitectònic de Catalunya. És una construcció de planta rectangular, exempta i orientada al sud-est. El seu portal és dovellat i amb la cornisa ondada pel damunt del portal. Està coberta amb terra i pedruscall, i una colònia de lliris. La cambra interior està coberta amb arcades successives, amb una alçada màxima d'1,95 m. Hi ha també una fornícula i un cocó. Les dimensions interiors són de 4'52m de fondària i 2'53 d'amplada.

## Barraca XIII
La Barraca XIII, situada al Camí de les Arenelles, és una obra del municipi de Bràfim (Alt Camp) inclosa en l'Inventari del Patrimoni Arquitectònic de Catalunya. Es tracta d'una de les construccions amb més envergadura del terme de Bràfim. És de planta rectangular, orientada al sud. El seu portal està capçat amb un arc dovellat i apuntat. Està coberta amb pedruscall. La cambra interior és de planta rectangular, les seves mides són 2'95m fondària i 2'54m d'amplada. Està coberta amb una falsa cúpula fins a una alçada màxima de 3'50m. La seva cornisa, tot i estar molt desfeta, sembla lleugerament ondada pel damunt del portal.

## Barraca XIV
La Barraca XIV, situada al Camí de les Arenelles, és una obra del municipi de Bràfim (Alt Camp) inclosa en l'Inventari del Patrimoni Arquitectònic de Catalunya. Es tracta d'un petit aixopluc de planta rectangular i orientat al sud-oest. Està associat al marge pel seu lateral dret. El portal està capçat amb una llinda i està coberta amb pedruscall. La seva planta interior és també rectangular. Les seves dimensions són: 1'62m de fondària i 1m d'amplada. Està coberta amb una falsa cúpula d'una alçada màxima d'1,62 m.

## Barraca XV
La Barraca XV, situada al Camí d'Alió, és una obra del municipi de Bràfim (Alt Camp) inclosa en l'Inventari del Patrimoni Arquitectònic de Catalunya. És una petita barraca de planta irregular, associada al marge i orientada al sud-oest. El seu portal és dovellat i forma un curiós arc. La seva planta interior és més aviat circular amb un diàmetre de 1800m. Està coberta amb una falsa cúpula tapada amb una llosa, a 2'10m d'alçada màxima. A l'interior no hi ha cap element funcional.